# Ікома-Мару
Ікома-Мару — транспортне судно, яке брало участь у операціях японських збройних сил у Китаї та на Тихому океані.
Судно спорудили як вантажопасажирське в 1925 році на верфі Yokohama Dock у Йокогамі для компанії Nippon Yusen Kaisha.
10—13 лютого 1932-го судно брало участь у перевезенні однієї з дивізій Імперської армії з японського порту Уджина до Шанхаю, де стався «Перший шанхайський інцидент».
У липні 1937-го на тлі початку Другої японо-китайської війни судно реквізували для потреб Імперської армії Японії. У середині серпня воно взяло на борт загін військовослужбовців та висадило його поблизу Тяньцзіня. Також відомо, що навесні 1938-го «Ікома-Мару» здійснило щонайменше два рейси для перевезення військовиків між портами Китаю.
У липні 1942-го судно повернули власникам, проте у грудні того ж року повторно реквізували для Імперської армії. Відомо, що 3 січня 1943-го «Ікома-Мару» вийшло з японського порту Саєкі до Палау (важливий транспортний хаб на заході Каролінських островів), при цьому воно йшло в конвої «S» операції «Військові перевезення № 8» (мала за мету постачання Рабаулу — головної передової бази в архіпелазі Бісмарка, з якої провадились японські операції на Соломонових островах та сході Нової Гвінеї).
Не пізніше кінця лютого 1943-го «Ікома-Мару» вже було в Японії, а 13—21 квітня пройшло в конвої K-413 з Саєкі до Палау. Далі судно рушило до острова Вейк на сході Мікронезії.
30 листопада — 11 грудня 1943-го «Ікома-Мару» пройшло з Палау до Саєкі в конвої FU-008, а 21—31 грудня повернулось назад з конвоєм O-106.
3 січня 1944-го судно вийшло з Палау до Нової Гвінеї в конвої «Холландія/Вевак № 7». На шляху конвой розділився, при цьому «Ікома-Мару» попрямувало до порту Холландія (наразі Джаяпура), а потім повернулось на Палау.
20 січня 1944-го судно, на борту якого перебували 611 військовополонених індійців та вантаж амуніції, пального і продовольства, рушило з Палау до Нової Гвінеї в конвої «Холландія/Вевак № 8». Надвечір 21 січня американський підводний човен USS Seahorse випустив по конвою три торпеди, одна з яких уразила «Ікома-Мару». Під час наступної атаки в судно влучила ще одна торпеда, що уразила трюм із вантажем пального та спричинила великий вибух. «Ікома-Мару» швидко затонуло, загинуло 43 члени екіпажу та 418 полонених індійців.